# Морганс, Кенни
Ке́ннет Го́дфри Мо́рганс (англ. Kenneth Godfrey Morgans; 16 марта 1939, Суонси — 18 ноября 2012), более известный как Ке́нни Мо́рганс — валлийский футболист, выступавший на позиции правого крайнего нападающего.

## Биография
Летом 1955 года перешёл в английский клуб «Манчестер Юнайтед», выступал за молодёжный состав на правом фланге атаки.
В сезоне 1957/58 пробился в основной состав, вытеснив из него возрастного Джонни Берри. В феврале 1958 года выжил в мюнхенской авиакатастрофе (ему на тот момент было 18 лет). Его обнаружили лежащим без сознания среди обломков самолёта два журналиста спустя пять часов после официального прекращения поисков выживших.
Хотя Морганс восстановился от травм и вернулся в состав «Манчестер Юнайтед», он уже не смог играть на прежнем уровне. В 1961 году он покинул команду, проведя за клуб 23 официальных матча. Впоследствии он выступал за клубы низших дивизионов, «Суонси Таун» и «Ньюпорт Каунти». В 1967 году завершил карьеру игрока.
Умер 18 ноября 2012 года в возрасте 73 лет.